# Aglaonice de Thessalie
Pour les articles homonymes, voir Aglaonice.
Aganice ou Aglaonice de Thessalie (en grec ancien Ἀγλαονίκη / Aglaoníkê, de aglaòs, « lumineux » et nike, « victoire » ; fl. IIe siècle av. J.-C.) est souvent considérée comme la première femme astronome. Elle est généralement présentée comme une prêtresse ayant exercé au Ve siècle av. J.-C.

## Nom
Le grec ancien Ἀγλαονίκη / Agolaoníkē est un anthroponyme féminin ; rare, il n'est attesté que par une épigramme d'Hédylos que nous a conservée l'Anthologie palatine, et par deux épigraphes d'Érétrie,. Ἀγλαονίκη est un composé de l'adjectif ἀγλαός / āglaós (« brillant, éclatant, splendide » ; par extension, « beau » ou, en parlant d'une chose, « magnifique » ou, en parlant d'une personne, « noble, illustre » ; avec ironie, « brillant, fier ») et du substantif νίκη / nī́kē (« victoire »).

## Biographie
Fille d'Hégétor de Thessalie selon Plutarque mais d'Hégémon selon une scholie d'Apollonios de Rhodes, elle vit en Grèce où elle passe pour une sorcière ou une prêtresse de la lune qui parvient à provoquer les éclipses par divination.
Ainsi, selon le témoignage de Plutarque, elle « connaissait la cause des éclipses complètes de lune et prévoyait le moment où il arrive à cet astre d'entrer dans l'ombre de la Terre, elle abusait les autres femmes en les persuadant qu'elle faisait descendre la lune ».
Il est probable qu'elle connaisse les cycles lunaires et solaires, lui permettant de déterminer l'occurrence des éclipses. En effet le saros est déjà bien connu des astronomes babyloniens, mais pas dans la Grèce Antique.

## Postérité

### Astronomie
- Le cratère vénusien Aglaonice est nommé en son honneur[12].
- L'astéroïde (20050) Aglaonice est aussi nommé en son honneur[13].

### Art contemporain
- Aglaonice figure parmi les 1 038 femmes référencées dans l'œuvre d’art contemporain The Dinner Party (1979) de Judy Chicago. Son nom y est associé à Aspasie[14],[15].

### Cinéma
- Aglaonice est un personnage du film Orphée de Jean Cocteau. Aglaonice y est une amie d'Eurydice et dirige la Ligue des Femmes. Le rôle d'Aglaonice est interprété par Juliette Gréco.

### Sources
- Platon, Gorgias (BNF 12047618), 513.
- Horace, Épodes (BNF 12506762), 5, 45.
- Virgile, Bucoliques (BNF 12008706), 8, 69.
- Plutarque, Préceptes conjugaux [lire en ligne] (XLVIII, 145c), Sur les sanctuaires dont les oracles ont cessé [lire en ligne] (XIII, 417a).
- Scholie d'Apollonios de Rhodes (IV, 59).
- [Hédylos] Anthologie palatine (BNF 12306066), V, 199

#### Dictionnaires et encyclopédies
- [Ogilvie 1986] Marilyn Bailey Ogilvie, Women in Science : Antiquity through the nineteenth century : a biographical dictionary with annotated bibliography, Cambridge, MIT, hors coll., nov. 1986, 1re éd., 1 vol., IX-254, 17,8 × 25,4 cm, rel. (ISBN 0-262-15031-X, EAN 9780262150316, OCLC 13457002, SUDOC 029648637, présentation en ligne, lire en ligne), s.v. Aglaonike, p. 25-26.
- [Reiss 1893] (de) Ernst Riess, « Aglaonike », dans Georg Wissowa (dir.), Paulys Realencyclopädie der classischen Altertumswissenschaft (« RE »), 1re sér., t. Ier : Aal-Apollokrates, 1re part. : Aal-Alexandros, Stuttgart, J. B. Metzler, 1893, 1re éd., 1 vol., XII p. et 1 440 col., in-8o (OCLC 1078358110, BNF 45614074, SUDOC 113582633), s.v. Aglaonike, col. 824 (lire en ligne, Wikisource).
- [Saridakis 2014] (en) Voula Saridakis, « Aganice of Thessaly », dans Thomas Hockey (dir.), Biographical encyclopedia of astronomers (« BEA ») [« Encyclopédie biographique des astronomes »], t. Ier : A-D, New York, Springer, coll. « Springer reference », juill. 2014, 2e éd. (1re éd. sept. 2007), 1 vol., LXII-632, ill. et portr., 17,8 × 25,4 cm, rel. (ISBN 978-1-4419-9916-0, EAN 9781441999160, OCLC 926104684, BNF 43836455, DOI 10.1007/978-1-4419-9917-7, Bibcode 2014bea..book.....H, SUDOC 189032391, présentation en ligne), s.v. Aganice of Thessaly [« Aganice de Thessalie »], p. 29-30 (OCLC 7326752468, DOI 10.1007/978-1-4419-9917-7_9215, Bibcode 2014bea..book...29S).

#### Nom
- [Bailly 1935] Anatole Bailly (avec la collab. d'Émile Egger, rév. par Paul Mazon et Louis Méridier), Dictionnaire grec-français (« Grand Bailly »), Paris, Hachette, hors coll., 1935, 11e éd. (1re éd. 1895), 1 vol., XXXI-2227, 18,8 × 25,6 cm, rél. (OCLC 489888862, SUDOC 008409714, présentation en ligne, lire en ligne).
- [Cairns 2016] (en) Francis Cairns, Hellenistic epigrams : contexts of exploration, Cambridge, CUP, hors coll., oct. 2016 (réimpr. janv. 2020), 1re éd., 1 vol., XVIII-516, 16 × 23,5 cm, rel. (ISBN 978-1-107-16850-3, EAN 9781107168503, OCLC 962357536, BNF 45326327, SUDOC 196329302, présentation en ligne, lire en ligne).
- [Fraser et Matthews 1987] (en) Peter Marshall Fraser et Elaine Matthews (éd.), A lexicon of Greek personal names (« LGPN »), t. Ier : The Aegean islands, Cyprus, Cyrenaica, Oxford, Clarendon, hors coll., déc. 1987, 1re éd., 1 vol., XXXV-489, 21,9 × 27,6 cm (ISBN 0-19-864222-9, EAN 9780198642220, OCLC 489669531, BNF 38944524, SUDOC 006345581).